# 橫斑似鰺
橫斑似鰺（学名：Scomberoides tala），又稱橫斑逆鈎鰺，為輻鰭魚綱鱸形目鱸亞目鰺科似鰺屬下的一個種，分布於印度溪太平洋區，從東非至菲律賓，北起中國，南迄澳洲海域，深度10-13公尺，為熱帶海水魚，體呈紡錘型且側扁，背部略微隆起，背鰭2個，第2背鰭及臀鰭軟條延長，尾鰭叉形，體側具有深色斑點，成魚時期斑點呈粗短橫紋，體上半部為藍灰色，下半部銀白色，體長可達70公分，棲息在沿海海域，水溫26-29°C，主要以其他魚類為食，生活習性不明，可做為食用魚。